# Большая Сосновка (Марий Эл)
 Большая Сосновка  (луговомар. Пӱнчысола) — деревня в Волжском районе Республики Марий Эл. Входит в состав Петъяльского сельского поселения.

## География
Находится в южной части республики Марий Эл на расстоянии приблизительно 30 км по прямой на северо-восток от районного центра города Волжск.

## История
Известна с 1795 года как третий выселок Пинжансола (из деревни Петъял Азъяльской волости), где числилось 26 дворов. В 1886 году здесь (околоток Сосновая или Пиньсола) было 63 двора, проживали 362 человека, в 1902—1905 годах 78 дворов и 458 человек, в 1980 году находилось 129 хозяйств и 454 жителей. В советское время работали колхозы «Рвезе ял» («Молодая деревня»), «За оборону», «Ленин корно» («Ленинский путь»), «Дружба» (позже совхоз «Дружба»).

## Население
Население составляло 286 человека (марийцы 100 %) в 2002 году.
| 2002 | 2010 |
| ---- | ---- |
| 286  | ↗296 |